# Salvador Sánchez Cerén
Salvador Sánchez Cerén (* 18. června 1944 Quezaltepeque) je salvadorský politik a 45. prezident Salvadoru.

## Život
Narodil se jako deváté z dvanácti dětí, jeho otec pracoval jako tesař a matka provozovala stánek s občerstvením. Vystudoval Vysokou školu Alberta Masferrera a pracoval jako učitel, v roce 1965 stál u zrodu salvadorských učitelských odborů a angažoval se v radikálně levicových organizacích. V době salvadorské občanské války bojoval na straně Národní osvobozenecké fronty Farabunda Martího (FMLN) pod krycím jménem comandante Leonel González. V roce 1992 byl jedním z vyjednavačů mírové dohody a roku 2000 byl zvolen poslancem zákonodárného shromáždění za FMLN. V letech 2009–2014, kdy byl prezidentem Salvadoru jeho spolustraník Mauricio Funes, zastával Cerén funkci viceprezidenta. V prezidentských volbách konaných v březnu 2014 porazil hlavního protikandidáta Normana Quijana ze strany Alianza Republicana Nacionalista o pouhých šest tisíc hlasů a ujal se úřadu hlavy státu. Je prvním guerillovým bojovníkem v čele Salvadoru, hlásí se k programu demokratického socialismu. V roce 2016 přišel s návrhem legalizace potratů v případě znásilnění nebo lékařsky potvrzeného rizika vážných zdravotních následků, který však neprošel pro odpor konzervativních kruhů. V roce 2017 se mu podařilo prosadit zákon, kterým Salvador jako první země na světě zakázal těžbu nerostných surovin na svém území.

## Galerie

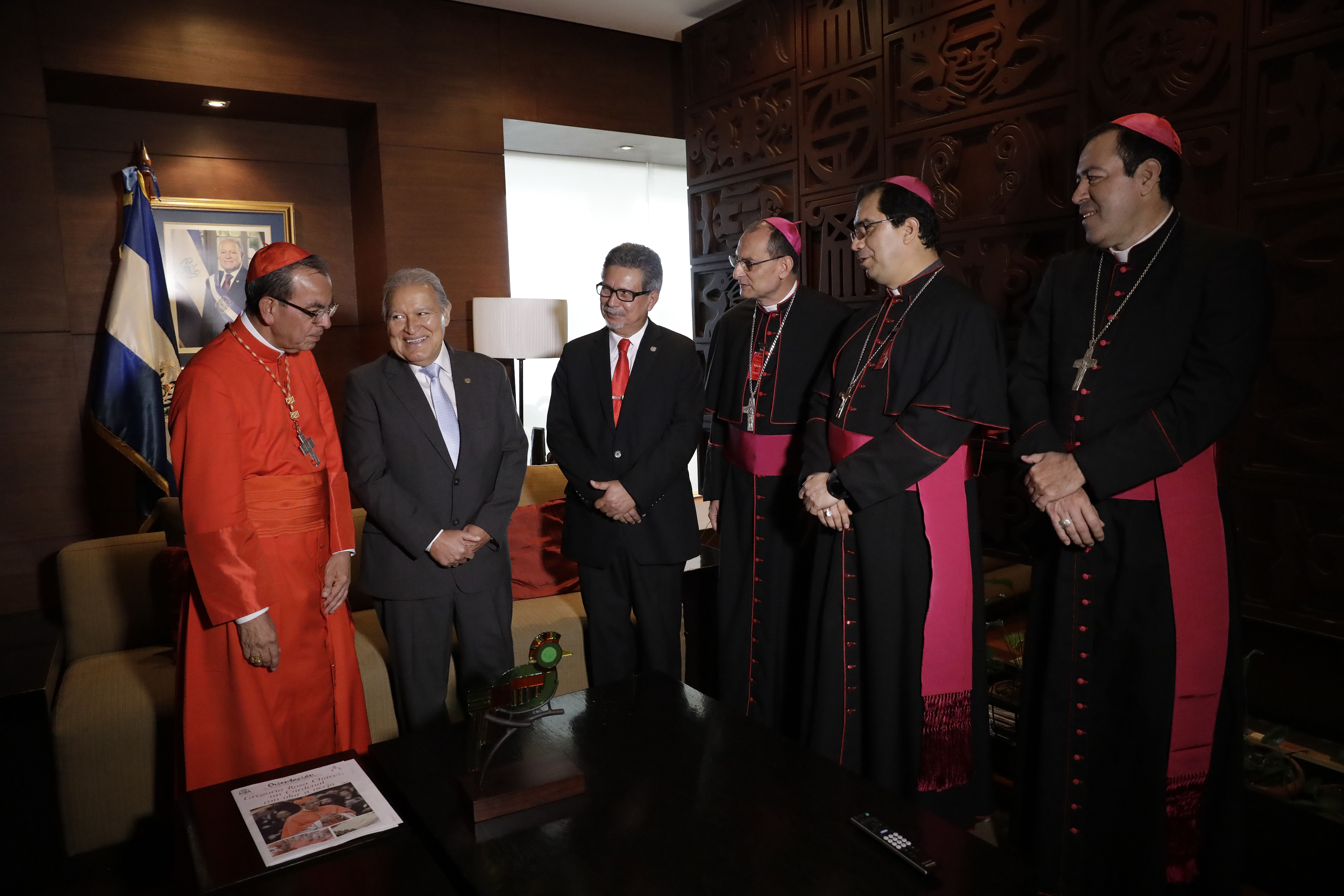
Kardinál Chávez (úplně vlevo), Salvador Sánchez Cerén, prezident Salvadoru (druhý zleva), arcibiskup Alas (druhý zprava) a biskupové
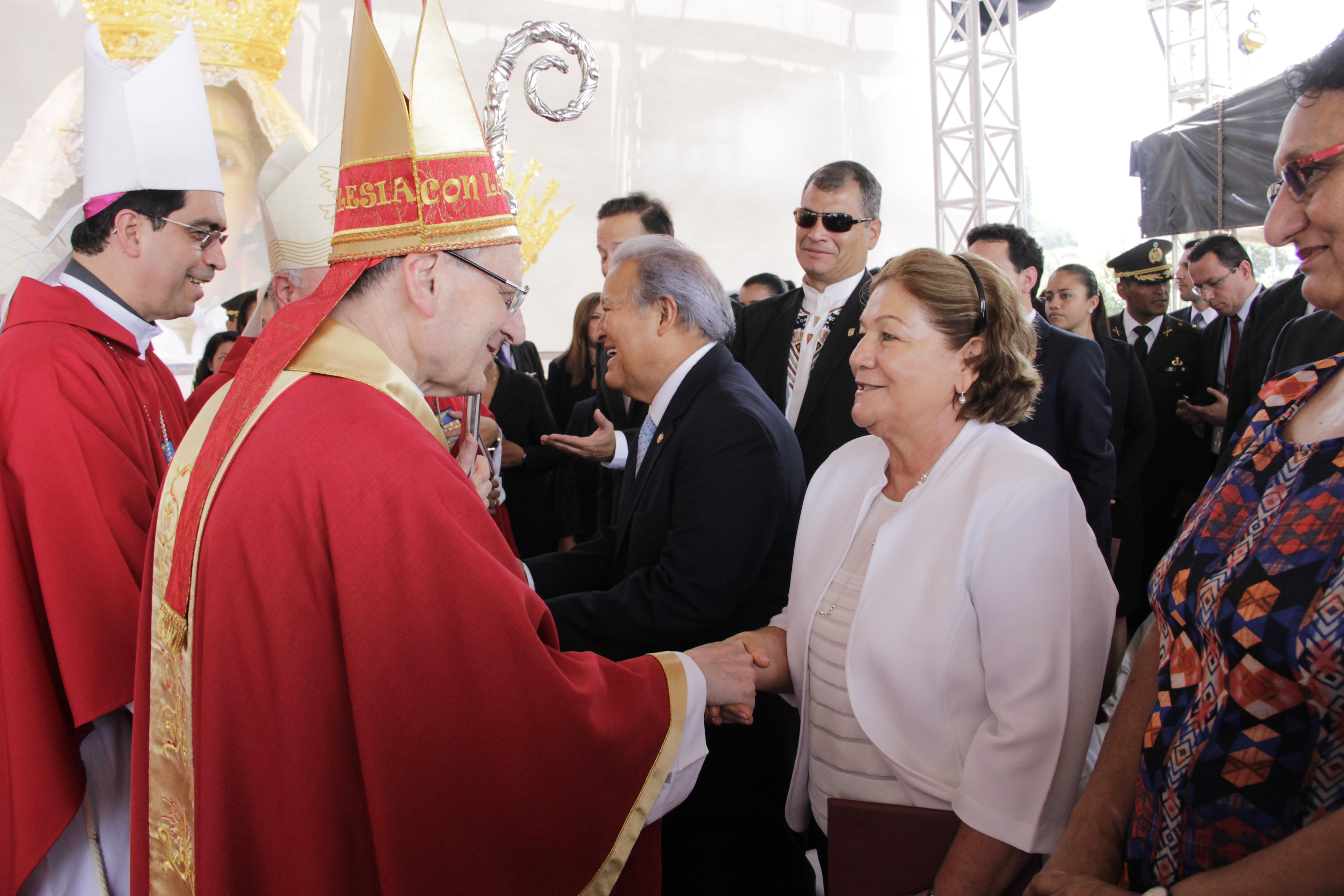
Arcibiskup Alas (úplně vlevo), kardinál Amato a prezident Cerén s manželkou během kanonizace Mons. Romera